# Shopping Arkaden
Die Shopping Arkaden sind ein Einkaufszentrum im Süden der Innenstadt von Bocholt.

## Geschichte
Durch den Bau des CentrOs in Oberhausen befürchtete man in Bocholt einen enormen Schwund der Tagestouristen, die zum Einkaufen die Innenstadt Bocholts besuchten. Um diesem entgegenzuwirken, entschied sich die Stadt Bocholt für eine großflächige Umnutzung des Innenstadtbereiches südlich der Bocholter Aa. Bis zum Jahr 2000 entstanden zwei unabhängig voneinander geführte Zentren, die überdachten Shopping Arkaden sowie der Neutorplatz als Weiterführung der Neustraße. Den Großprojekten musste die alte Lichtburg, ein Miethochhaus sowie Produktions- und Lagerhallen weichen. Einzig erhalten und eingebettet in den Innenhof der Arkaden wurde ein Schornstein, der unter Denkmalschutz steht. Das Kaufhaus Hertie (ehemalig. Karstadt) wurde in den Neutorplatz integriert. Die Hertie-Filiale wurde am 3. März 2009 geschlossen. Das Gebäude wurde 2017 abgerissen, und es entstand der Neubau der Stadtsparkasse Bocholt, der 2021 fertiggestellt wurde. Zusätzlich entstand ein weiteres 5500 m² Verkaufsfläche fassendes Warenhaus, in das Peek&Cloppenburg als Mieter eingezogen ist. Die  Mietfläche von P&C in den Arkaden ist dabei frei geworden. Diese Fläche wird nun von den zwei Kaufhausketten TK Maxx und Woolworth genutzt.

## Namensgebung
Der Name Shopping Arkaden ist durch einen Wettbewerb in der Bocholter Bevölkerung entstanden. Das Logo deutet zudem auf den benachbarten Fluss Bocholter Aa hin, da im Schriftzug der Flussname ebenfalls erhalten ist.

## Nutzung
Nach 15-monatiger Bauzeit wurde am 8. März 2000 das Einkaufszentrum eröffnet. Es hat eine Verkaufsfläche von etwas mehr als 27.000 Quadratmetern auf zwei Verkaufsebenen und ist damit das größte Einkaufszentrum im Münsterland. Auf zwei Etagen sind etwa 50 Geschäfte und einige Büroräumlichkeiten der Stadt Bocholt zu finden. Für die Autofahrer stehen im Untergeschoss und im 2. Obergeschoss 850 Parkplätze zur Verfügung.
Täglich besuchen im Jahresdurchschnitt 20.000 Menschen die Shopping Arkaden, darunter auch viele Besucher aus den benachbarten Städten und den Niederlanden.

## Verkehrsanbindung
Da das Zentrum direkt am Bocholter Stadtring liegt, beeinflusst der Verkehr nicht die teilweise engen Innenstadtstraßen. Die Tiefgarage und das Parkdeck mit rund 850 Stellplätzen erreicht man vom Willy-Brandt-Ring. Vor dem westlichen Eingang  liegt der Berliner Platz mit weiteren 400 Parkplätzen.
Die Stadtbushaltestellen Shopping Arkaden und Neutorplatz werden von den Linien C4 und C5 angefahren, die Haltestelle Kinodrom zudem von der Linie 64 Bocholt-Wesel.
Der Bahnhof Bocholt liegt rund 600 Meter entfernt am Bocholter Stadtring.

## Auswirkung auf die nördliche Innenstadt
Die großen Anziehungspunkte der nördlichen Innenstadt, die Häuser C&A und Peek & Cloppenburg zogen in die Arkaden um. Der ehemalige C&A-Komplex stand zuerst leer, wurde dann zeitweise von einem Möbel Discounter genutzt, bis schließlich der Betreiber der örtlichen Intersport-Filiale die Räumlichkeiten aufkaufte und dort einzog. Für viele Konsumenten verlor die nördliche Innenstadt durch die Shopping Arkaden deutlich an Bedeutung. Im Zuge dessen kam es zu weiteren Abwanderungen und Geschäftsschließungen in der nördlichen Innenstadt, wobei der inzwischen hohe Filialisierungsgrad im Süden den Einzelhändlern zusätzlich zu schaffen macht.